# Alfred Mechtersheimer
Alfred Mechtersheimer, född 13 augusti 1939 i Neustadt an der Weinstrasse, död 22 december 2018, var en tysk officer (överstelöjtnant), statsvetare, politiker, politisk aktivist och publicist. Efter sin tid i Bundeswehr var han knuten till Max-Planck-Institut für Sozialwissenschaften. På 1980-talet blev han känd för sitt engagemang i fredsrörelsen och för sin fredsforskning. Från 1987 till 1990 var han som partilös medlem i De grönas Bundestagsfraktion. Som militärkritiker företrädde han nationalistiska, neutralistiska och pacifistiska positioner. Enligt den samhällsvetenskapliga facklitteraturen tillhörde han sedan 1990-talets slut den nya högern och det högerextrema spektrumet.